# Antonia Mauryová
Antonia Mauryová (21. března 1866 Cold Spring – 8. ledna 1952 Dobbs Ferry) byla americká astronomka, která publikovala důležitý katalog hvězdných spekter.

## Mládí
Antonia Coetana de Paiva Pereira Mauryová se narodila v Cold Spring v roce 1866. Byla pojmenována na počest prababičky Antonie Coetany de Paiva Pereira Gardner Draperové ze vznešené rodiny, která uprchla z Portugalska do Brazílie za Napoleonských válek. Její otec byl reverend Mytton Maury, přímý potomek reverenda Jamese Mauryho a jeden ze synů Sarah Mytton Mauryové. Její matka byla Virginia Draperová, dcera Antonie Coetany de Paiva Pereira Gardnerové a Johna Williama Drapera.
Mauryová byla tedy vnučka Johna Williama Drapera a neteř Henryho Drapera, přičemž oba byli průkopníci v astronomii. Antonie a její dva sourozenci byli v kontaktu s vědou již ve velmi raném věku. Antonia Mauryová chodila na Vassar College, kde promovala v roce 1887 s vyznamenáním ve fyzice, astronomii a filozofii. Studovala pod vedením proslulé astronomky Marie Mitchellové.

## Astronomická práce

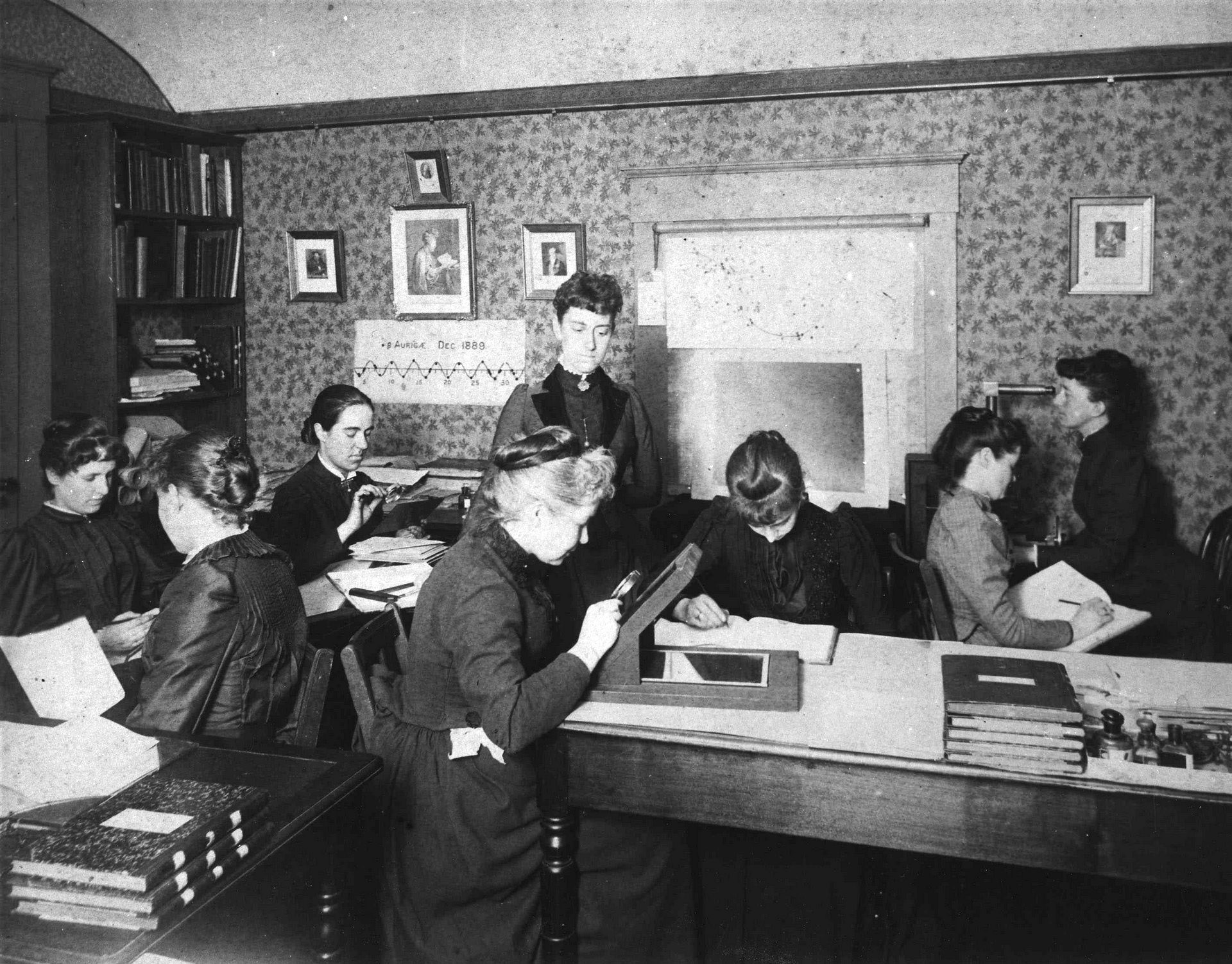
Harvardské počtářky v práci, včetně Henrietty Swan Leavittové (1868-1921), Annie Jump Cannonové (1863-1941), Williaminy Flemingové (1857-1911) a Antonie Mauryové (1866-1952).

Po dokončení bakalářské práce odešla Mauryová pracovat na Observatoř Harvardovy univerzity jako jedna z Harvardských počtářek, kvalifikovaných žen, které zpracovávaly astronomické údaje. V této funkci pozorovala Mauryová hvězdná spektra a zveřejnila důležitý katalog klasifikace v roce 1897.
Edward Charles Pickering, ředitel observatoře, nesouhlasil s Mauryové systémem klasifikace a s jejím vysvětlením rozdílné tloušťky čar. Kvůli této negativní reakci na její práci se rozhodla opustit observatoř. Nicméně dánský astronom Ejnar Hertzsprung si uvědomil význam její klasifikace a používal ji ve svém systému identifikace obřích a trpasličích hvězd.
V roce 1908 se Mauryová vrátila na Harvardovu observatoř, kde zůstala mnoho dalších let. Její nejslavnější prací byla spektroskopická analýza dvojhvězdy Beta Lyrae, publikovaná v roce 1933.

## Pozdní roky
Po odchodu do důchodu se Mauryová začala zajímat o přírodu a ochranu přírody. Věnovala se pozorování ptáků a bojovala proti kácení sekvojí na západě během války. Tři roky také působila jako kurátorka domu Johna Williama Drapera v Hastings-on-Hudson, kde její dědeček a strýc postavil observatoře a kde byly pořízeny první fotografie měsíce pomocí dalekohledu.
Mauryová zemřela 8. ledna 1952 v Dobbs Ferry.

## Ocenění

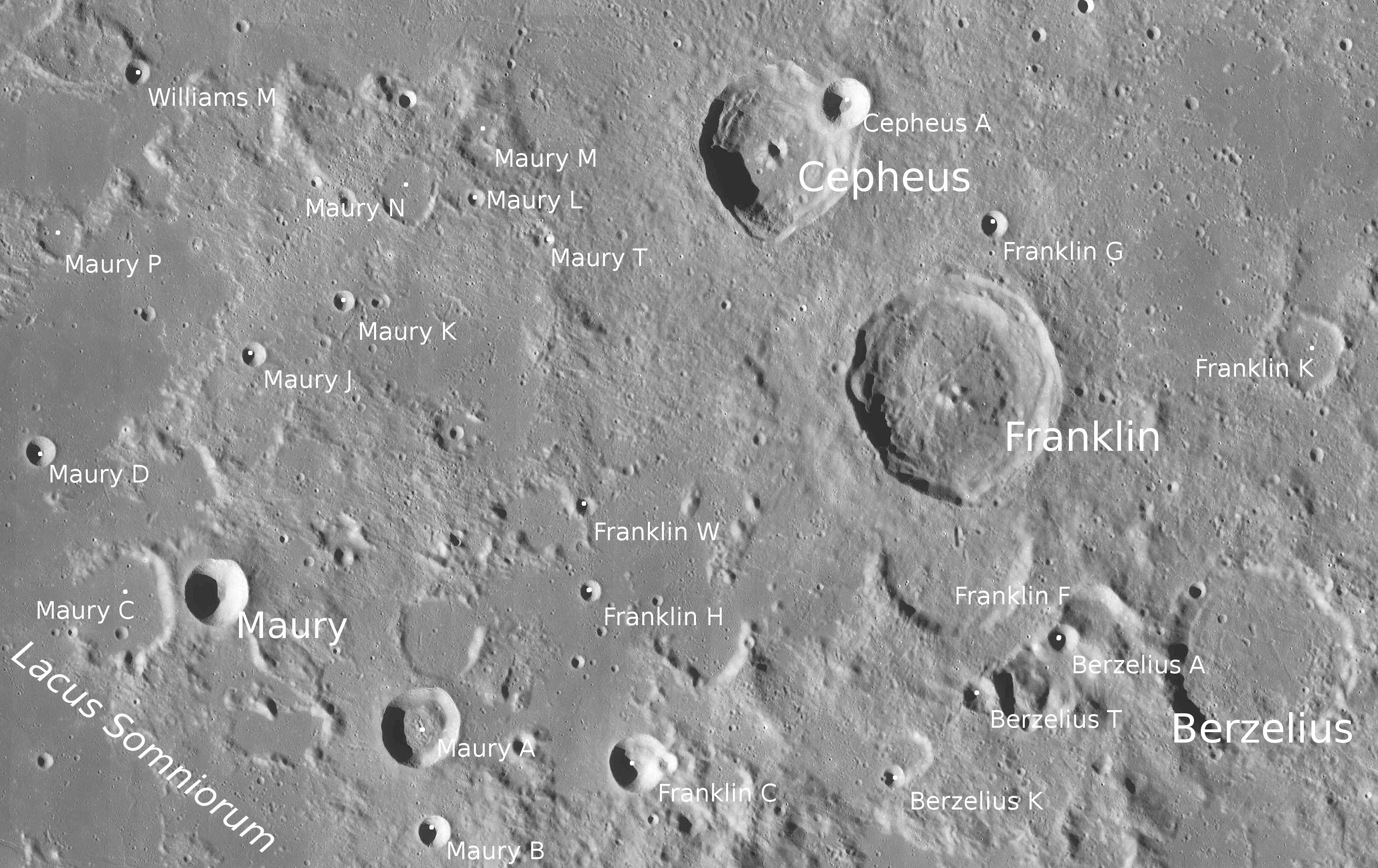
Mauryové měsíční kráter

V roce 1943 získala Antonia Mauryová cenu Annie Jump Cannonové od Americké astronomické společnosti.
Lunární kráter Maury a řada menších doprovodných kráterů jsou pojmenovaný mimo jiné i po Antonii Mauryové. Původně byly pojmenovaný po jejím bratranci, Matthewovi Fontaineovi Maurym. Jde o jediné lunární krátery sdílející jména bratrance a sestřenice.

## Další literatura
- "Maury Family Tree" od Sue C. West-Teague (bývalý U. S. N.)
- Antonia Maury Vassar alumnae časopis, v. 37, Březen 1952
- Maury, Antonie Coetana De Paiva Pereira (1866-1952), astronom. Americké ženy ve vědě. Santa Barbara, Kalifornie. 1994. p. 240-241 Martou J. Bailey
- Gingerich, Owen. Maury, Antonia Caetana de Paiva Pereira. Dictionary of Scientific Biography. v. 9. New York, C. Scribner ' s Sons, 1974. p. 194-195.
- Antonie Coetania [sic] Maury, 1866-1952. Pozoruhodné životy 100 žen, léčitelů a vědců. Holbrook, Mass., B. Adams, 1994. (20. století ženy series) p. 138-139.
- Hoffleit, Dorrit. Antonia C. Maury. Obloha a dalekohled, v. 11. března 1952: 106. port.
- Hoffleit, Dorrit. Maury, Antonia Caetana De Paiva Pereira. Pozoruhodné americké ženy, Moderní období. Editovali Barbara Sicherman, Carold Hurd Zelené, s Ilene Kantrov, Harriette Walker. Cambridge, Mass., Belknap Press of Harvard University Press, 1980. p. 464-466.
- Larsen, Kristine M. Antonia Maury (1866-1952), astronom. Pozoruhodné ženy v oblasti fyzikálních věd, Životopisný slovník. Editoval Benjamin F. Shearer a Barbara S. Shearer. Westport, Conn., Greenwood Press, 1997. p. 255-259.
- Maury, Antonie Coetana in: Kdo je kdo v Americe. 1914-1915. John William Leonard, editor-in-chief. New York, American Commonwealth Co. [1914] p. 550.